# Служение еврейско и все злотворение нихно
„Служение еврейско и все злотворение нихно“ (на румънски: Înfruntarea jidovilor, в оригинал на румънски с кирилица Ꙟфрꙋнтарѣ жидовилѡр, в превод „Борбата на евреите“, оригинал на българския превод Служенїе еврейско и все злотворенїе нихнѡ) е антисемитски, религиознополемичен и апологетичен трактат от първата половина на XIX век.

## История
Книгата е съставена в Нямецкия манастир в Молдова от монаха Неофит Кавсокалвициу, бивш равин, приел християнството. Издадена е в 1803 година в Яш, Молдова. Заглавието гласи: „Борбата на евреите за техните закони и обичаи, с доказателства за Святото и Божествено Писание... С благословенията и за сметка на господин Яков, митрополитът на цялата Молдова“. След 15 години книгата е преведена на новогръцки и е публикувана в Яш. Книгата на гръцки е препечатана няколко пъти: през 1834 година в Патриаршеската печатница в Цариград; през 1861 година в Атина; през 1980 година в Атина.

## Български превод
Преведен е на български от Георги Самуркашев, български учител във Велес, и от ученика му Нешо Бойкикев (бъдещ охридски митрополит). Преводът е завършен през май 1837 година и Самуркашев и Бойкикев, които тръгват за Света гора, го оставят на Наум Лювчиев от Велес, който го го дава в печатницата на Теодосий Синаитски в Солун, където книгата е отпечатана в 1839 година. В обширното заглавие се казва, че от „молдовлашкия“ оригинал е направен и гръцки превод, от който „се преисноси и се преписа во простый и краткый ѧзыкъ болгарскїй къ разумѣниїю простому народу“. Езикът на българския превод е смес от западни и северни македонски говори. Преводът намира широко разпространение в Македония.